# Смілка безстебла
Смілка безстебла (Silene acaulis) — вид трав'янистих рослин родини гвоздикових (Caryophyllaceae). Етимологія: грец. α- — «без», грец. καυλοϛ — «стеблинка».

## Опис
Поодинокі багаторічні трави, які формують килимки до 2 м діаметром і до 20 см заввишки. Стебло на рівні землі рясно розгалужене. Мертві листи зберігаються протягом декількох років. Листки супротивні, 4–10(12) × 0.8–1.2(1.3) мм, лінійні, гострі, війчасті з міцними, трикутними волосками або щетинками. Квіткові стебла підняті, облистнені проксимально, 3–6(15) см. Квіти ростуть поодинці. Квіти радіально-симетричні з 5 чашолистками і пелюстками, двостатеві або жіночі. Пелюстки вільні, 4–8 × 1.5–2.5 мм, підняті до половини довжини, після вигнуті на 90° назовні, вершини злегка виїмчасті, рожеві (іноді білі). Тичинок зазвичай 10. Плід — 3-гніздова капсула, яка містить численне дрібне насіння. Насіння світло-коричневе, ниркоподібне, 0.8–1(1.2) мм, неглибоко зморшкувате. 2n = 24.

## Поширення
Північна Америка (Гренландія, Канада, США); Європа (Албанія, Австрія, Ліхтенштейн, Велика Британія, Болгарія, Хорватія, Фарерські острови, Фінляндія, Франція, Німеччина, Ірландія, Швейцарія, Іспанія, Андорра, Ісландія, Італія, колишня Югославія, Норвегія (вкл. Шпіцберген), Польща, Румунія, Словаччина, Швеція); Азія (Далекий Схід Росії). 
Населяє арктичну й альпійську тундри, гравійні часто вологі місця, скелясті уступи.

## Галерея

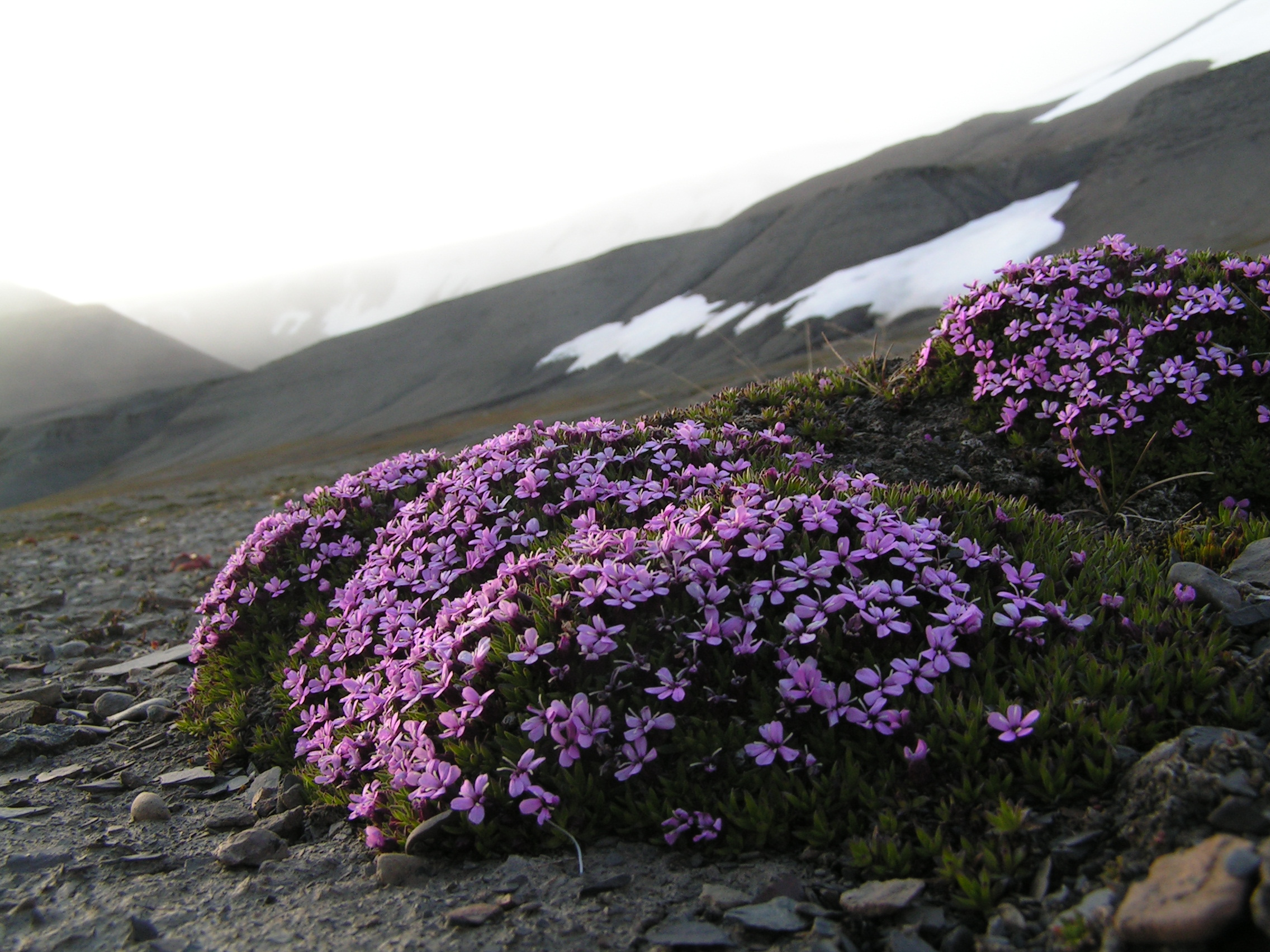
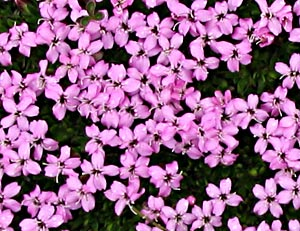
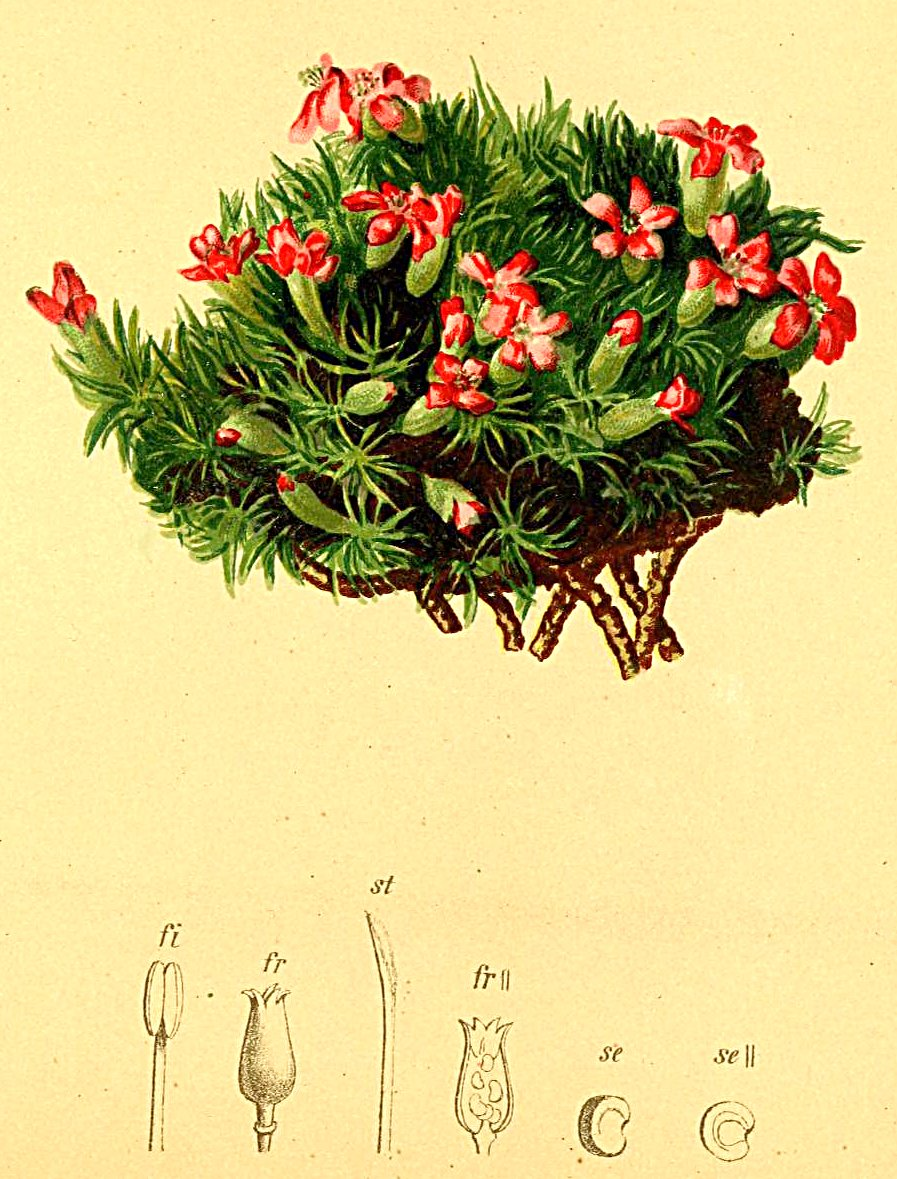